# Nivea

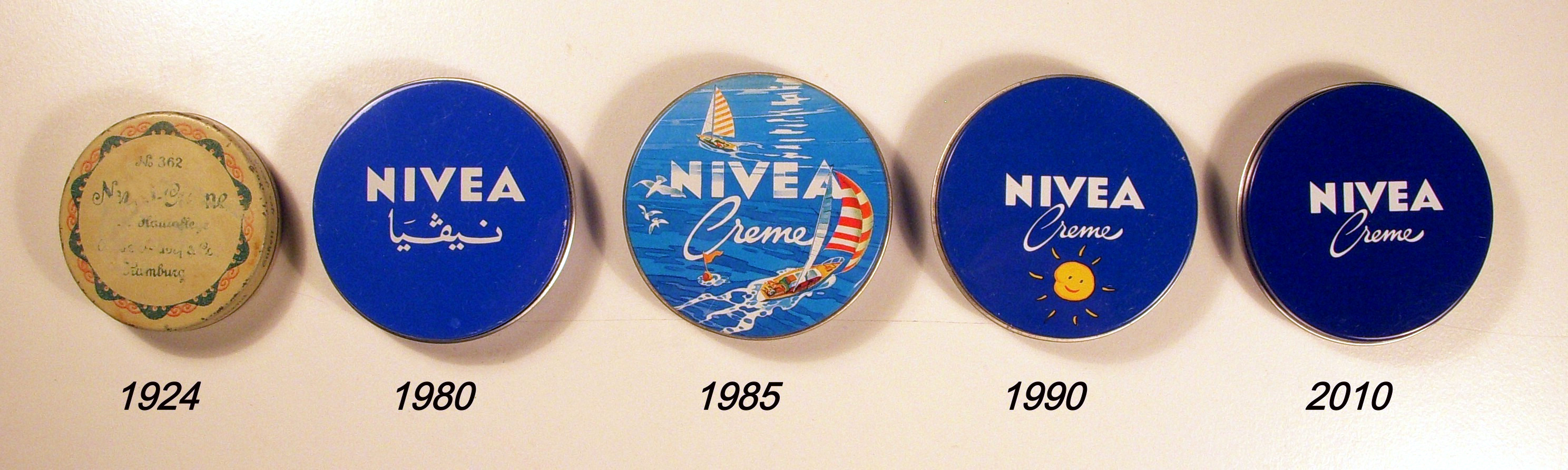
Nivea 1924-2010.

Nivea es una marca registrada de la Beiersdorf AG de Hamburgo, Alemania. Es una empresa de productos cosméticos, fundada en 1911 por el empresario Oskar Troplowitz, el químico Isaac Lifschütz y el dermatólogo Paul Gerson Unna, inventores de la primera crema hidratante de la historia. Es una gran marca mundialmente dedicada a la atención de la piel y el cuerpo.
El propietario de la empresa, Oskar Troplowitz, dio el nombre de Nivea, de la palabra latina niveus / nivea / niveum, es decir, "níveo/-a": de color blanco como la nieve. 
La marca "Nivea" fue expropiada en muchos países tras la Segunda Guerra Mundial. En la actualidad, Nivea forma parte de una de las empresas multinacionales más grandes del mundo, Beiersdorf AG de Hamburgo, Alemania, que comercializa así sus productos en alrededor de 150 países.
Durante la década de 1980, la marca se impulsó a un amplio mercado mundial, mediante un proceso de internacionalización.